# Verlosserskathedraal in het Woud
De Kathedraal van Onze Verlosser in het Woud (Russisch: Собор Спаса на Бору) of Transfiguratiekathedraal van onze Verlosser in het Woud was een Russisch-orthodoxe kathedraal binnen de muren van het Kremlin van Moskou. De kerk was de tweede stenen kerk in Moskou, nadat enkele jaren eerder de nabijgelegen Ontslapeniskathedraal werd gebouwd. Voordat de Verlosserkerk werd gebouwd stonden er houten voorgangers. Een eerste houten kerk werd al in de 12e eeuw op deze plaats gebouwd toen het kremlin nog een beboste heuvel was, hetgeen de toevoeging "in het woud" verklaart.

## Geschiedenis
In opdracht van Ivan I werd in 1330 begonnen met de bouw van de kerk. De inwijding vond plaats door Theognostus, metropoliet van Kiev en heel Rusland. De kerk werd verbonden met het Verlosserklooster. In 1490 liet grootvorst Ivan III het klooster verplaatsen naar een plek buiten de muren van het kremlin. Tegen het jaar 1527 was de kerk zo vervallen, dat Vasili III opdracht gaf tot de herbouw van de kathedraal. Vanaf het moment dat Sint-Petersburg hoofdstad van Rusland werd raakten de gebouwen in het kremlin in verval, zo ook de Verlosserkerk in het Woud. In 1737 werd een groot deel van de kerk in de as gelegd door een felle brand. Onder Catharina II werden de gebouwen in het kremlin hersteld en werd de kathedraal voor de derde maal gereconstrueerd.
In 1812 hielden de troepen van Napoleon ernstig huis in het kremlin, torens werden opgeblazen, kerken geplunderd. Ook de Verlosserkathedraal ontkwam niet aan plundering en vernieling. In de jaren 1857-1863 vond nog eenmaal herstel van de kerk plaats waarbij toevoegingen en wijzigingen uit latere periodes werden weggelaten.

## Sovjetperiode
Na het verbod op het luiden van klokken in 1929 werden de klokken van de kathedraal in beslag genomen. Het Politbureau van de Communistische Partij van de Sovjet-Unie bepaalde op 24 september 1932 dat de kerk gesloopt moest worden. Bekende architecten en restauratoren, waaronder Pjotr Baranovski die met meer succes de afbraak van de Basiliuskathedraal wist te voorkomen, protesteerden. Het protest zou vergeefs zijn: op 1 mei 1933 werd de kathedraal gesloopt.

## Post-Sovjetperiode
Sinds de jaren 90 is er een sterke opleving van het orthodoxe geloof in Rusland. Dit heeft geleid tot de nieuwbouw en wederopbouw van veel kerken en kathedralen. Voor de Verlosserkathedraal in het Woud bestaan echter nog geen plannen tot herbouw. In 1997 vonden archeologen bij werkzaamheden resten van de oude fundering van de kathedraal waarbij men ook delen aantrof uit de 14e eeuw. Tevens vond men enkele 14e-eeuwse graven op de oude begraafplaats van het klooster. In de museumcollectie van het kremlin bevinden zich nog enkele klokken van Amsterdamse makelij die ooit in de klokkentoren van de kathedraal hingen.

## Externe links

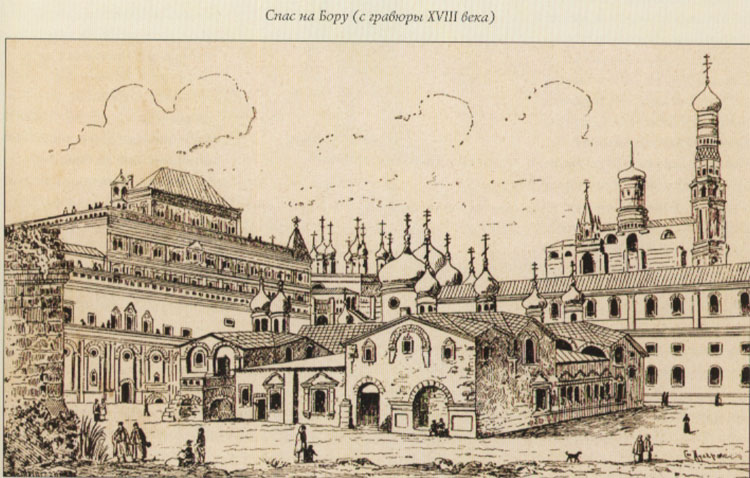
18e-eeuwse weergave
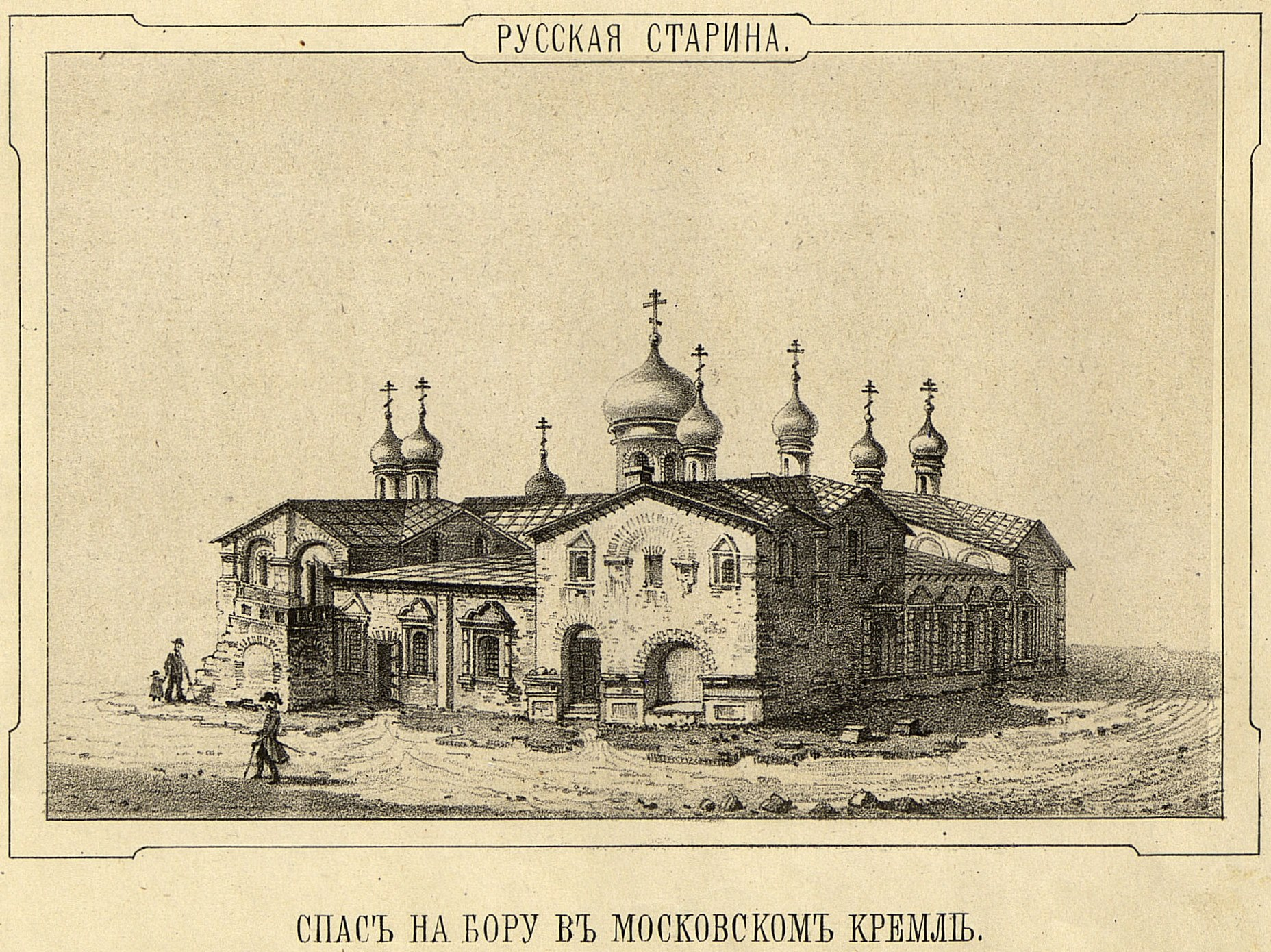
weergave 1767
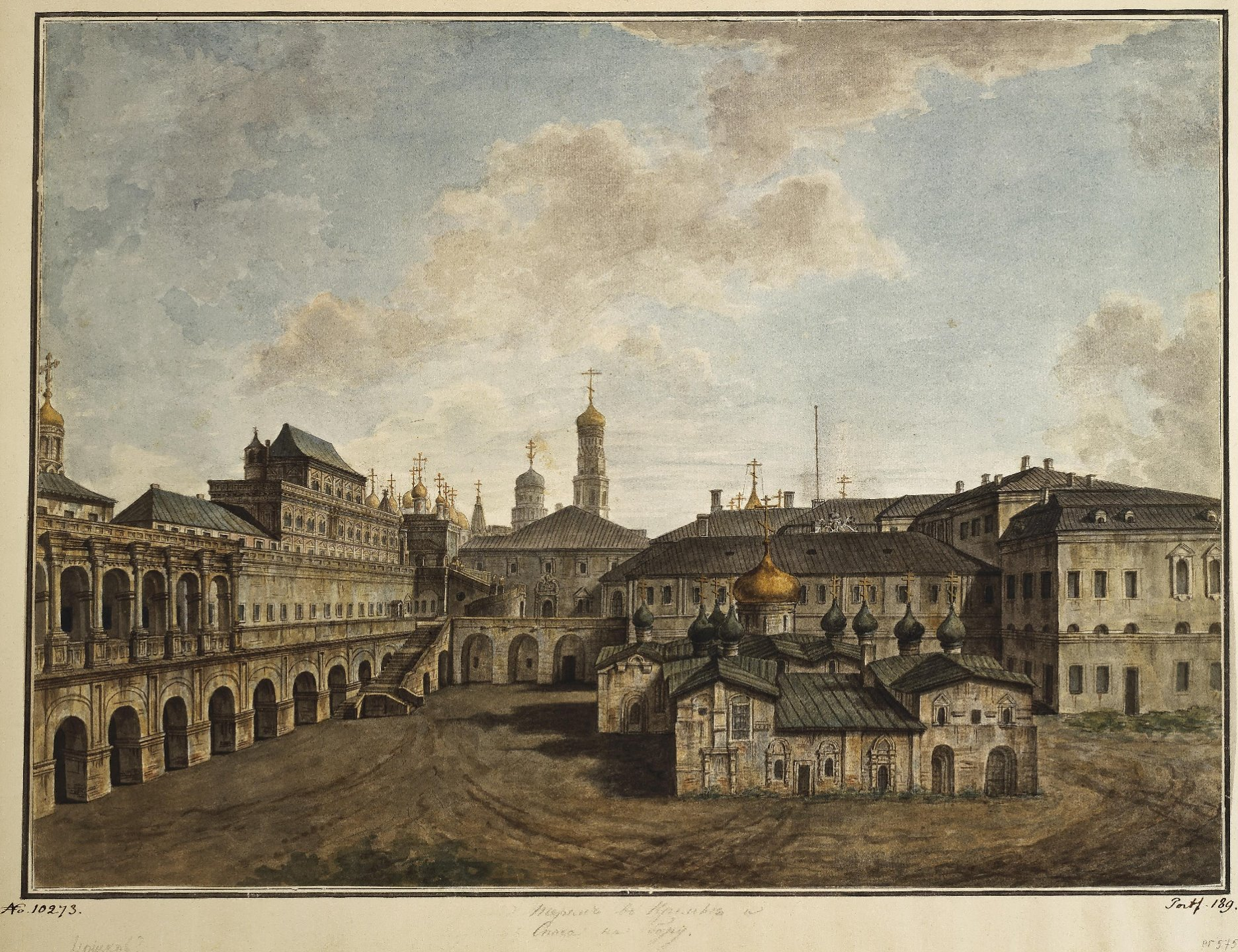
gravure 19e eeuw